# 고리원전지역사무소
고리원전지역사무소(古里原電地域事務所)는 고리원자력발전소 및 새울원자력발전소의 안전규제를 담당하기 위하여 설립된 대한민국 원자력안전위원회 소속기관으로 고리원전지역사무소장은 서기관(4급)으로 보한다. 부산광역시 기장군에 있다.

## 연혁
- 2013년 9월 17일 고리지역사무소 직제 신설[2]
- 2015년 1월 16일 고리원전지역사무소로 개편

## 주요 업무
- 원자로 및 관계시설, 핵연료주기시설, 방사성폐기물의 저장·처리·처분 시설 및 그 부속시설의 현장 안전규제에 관한 사무
- 핵물질 및 원자력시설의 방호 및 방사능방재 현장규제 등에 관한 사무
- 지역 주민 및 지방자치단체와의 소통에 관한 사무
- 원자력안전협의회의 운영
- 그 밖에 지역사무소의 운영에 관한 사항

## 같이 보기
- 월성원전지역사무소
- 한빛원전지역사무소
- 한울원전지역사무소